# Daichi Hara
Daichi Hara (Japans: 原 大智, Hara Daichi) (Tokio, 4 maart 1997) is een Japanse freestyleskiër. Hij vertegenwoordigde zijn vaderland op de Olympische Winterspelen 2018 in Pyeongchang.

## Carrière
Hara maakte zijn wereldbekerdebuut in januari 2015 in Calgary. Diezelfde maand nog scoorde de Japanner in Lake Placid zijn eerste wereldbekerpunten. In december 2015 behaalde hij in Ruka zijn eerste toptienklassering in een wereldbekerwedstrijd. Op de wereldkampioenschappen freestyleskiën 2017 in de Spaanse Sierra Nevada eindigde Hara als 23e op het onderdeel moguls. Tijdens de Olympische Winterspelen van 2018 in Pyeongchang veroverde de Japanner de bronzen medaille op het onderdeel moguls.
In januari 2019 stond hij Calgary voor de eerste maal in zijn carrière op het podium van een wereldbekerwedstrijd. In Park City nam Hara deel aan de wereldkampioenschappen freestyleskiën 2019. Op dit toernooi sleepte hij de bronzen medaille in de wacht op zowel het onderdeel moguls als het onderdeel dual moguls.

## Resultaten

### Olympische Winterspelen
| Jaar | Plaats      | Resultaten |
| ---- | ----------- | ---------- |
| 2018 | Pyeongchang | Moguls     |

### Wereldkampioenschappen
| Jaar | Plaats        | Resultaten           |
| ---- | ------------- | -------------------- |
| 2017 | Sierra Nevada | 23e Moguls           |
| 2019 | Park City     | Dual Moguls · Moguls |

### Wereldbeker
Eindklasseringen
| Seizoen   | Algm | MO  |
| --------- | ---- | --- |
| 2014/2015 | 187e | 41e |
| 2015/2016 | 37e  | 8e  |
| 2016/2017 | 95e  | 17e |
| 2017/2018 | 112e | 21e |
| 2018/2019 | 22e  | 6e  |